# Eckův dům
Eckův dům je měšťanský dům na náměstí Krále Jiřího z Poděbrad v Chebu. Dům nese název podle řezbáře, uměleckého truhláře a výrobce intarizií Adama Ecka, který v něm měl mezi let 1645 a 1665 svou dílnu. Původně se jednalo o rodový dům rodu Rudigů. V první polovině byl dům barokizován podle místního architektonického stylu, v piano nobile je fasáda obohacena podobiznami, pravděpodobně od P. A. Felsnera. V přízemí se nachází velká klenutá hala.